# Erebia flavescens
Erebia flavescens är en fjärilsart som beskrevs av Tutt 1896. Erebia flavescens ingår i släktet Erebia och familjen praktfjärilar. Inga underarter finns listade i Catalogue of Life.